# Agnieszka Kotlarska (modelka)
Agnieszka Kotlarska-Świątek (ur. 15 sierpnia 1972 we Wrocławiu, zm. 27 sierpnia 1996 tamże) – polska modelka, Miss Polski 1991, pierwsza Polka, która zwyciężyła w konkursie Miss International.

## Kariera jako modelka
Studiowała na Politechnice Wrocławskiej. 19 lipca 1991 w Operze Leśnej w Sopocie została wybrana na Miss Polski. Nagrodę w konkursie ufundowała spółka Art-B i był to ciągnik rolniczy Ursus. 13 października 1991 zwyciężyła w konkursie Miss International, którego ówczesną edycję zorganizowano w Tokio w Japonii.
Agnieszka Kotlarska była jedną z pierwszych polskich modelek, które w latach 90. podpisały międzynarodowe kontrakty modowe, obok takich modelek jak m.in.: Barbara Milewicz, Magdalena Wróbel, Ewa Witkowska, Agnieszka Martyna, Agnieszka Pachałko oraz Agnieszka Maciąg. W 1992 roku podpisała kontrakt z agencją modelek Ford w Nowym Jorku i Paryżu. Zaangażowano ją do wielu kampanii reklamowych i pokazów mody. W latach 1992–1996 współpracowała z najbardziej znanymi projektantami mody na świecie, takimi jak: Ralph Lauren, którego była muzą oraz Calvin Klein, pojawiając się na wybiegach obok takich supermodelek jak: Carla Bruni, Linda Evangelista, Helena Christensen, Stephanie Seymour, Christy Turlington, Shalom Harlow, Naomi Campbell, Tyra Banks, Kate Moss, Niki Tylor i Amber Valletta. Związana była również kontraktem z amerykańskim koncernem kosmetycznym Estée Lauder. Odbywała sesje zdjęciowe m.in. w Wenezueli i Meksyku dla międzynarodowych wydań prestiżowych magazynów modowych, jak: Cosmopolitan i Vogue. Pojawiła się też na okładce polskiego magazynu mody „Twój Styl”.

## Śmierć
W lipcu 1996 uniknęła śmierci, rezygnując z lotu samolotem TWA Flight 800, który rozbił się niedaleko Long Island. Wszyscy pasażerowie i załoga zginęli. Wśród ofiar był m.in. główny fotograf modelki, Niemiec Rico Puhlmann.
27 sierpnia 1996 pod swoim domem przy ulicy Braniewskiej 93 na Maślicach została śmiertelnie ugodzona cztery razy nożem przez niezrównoważonego psychicznie wielbiciela. W ataku ranny został w udo również jej mąż Jarosław Świątek. Osierociła 2,5-letnią córkę. Zabójca – Jerzy Lisiewski – został skazany na karę 15 lat pozbawienia wolności, zakończył odbywanie kary w 2012.
Została pochowana 30 sierpnia 1996 na wrocławskim cmentarzu przy ul. Grabiszyńskiej.

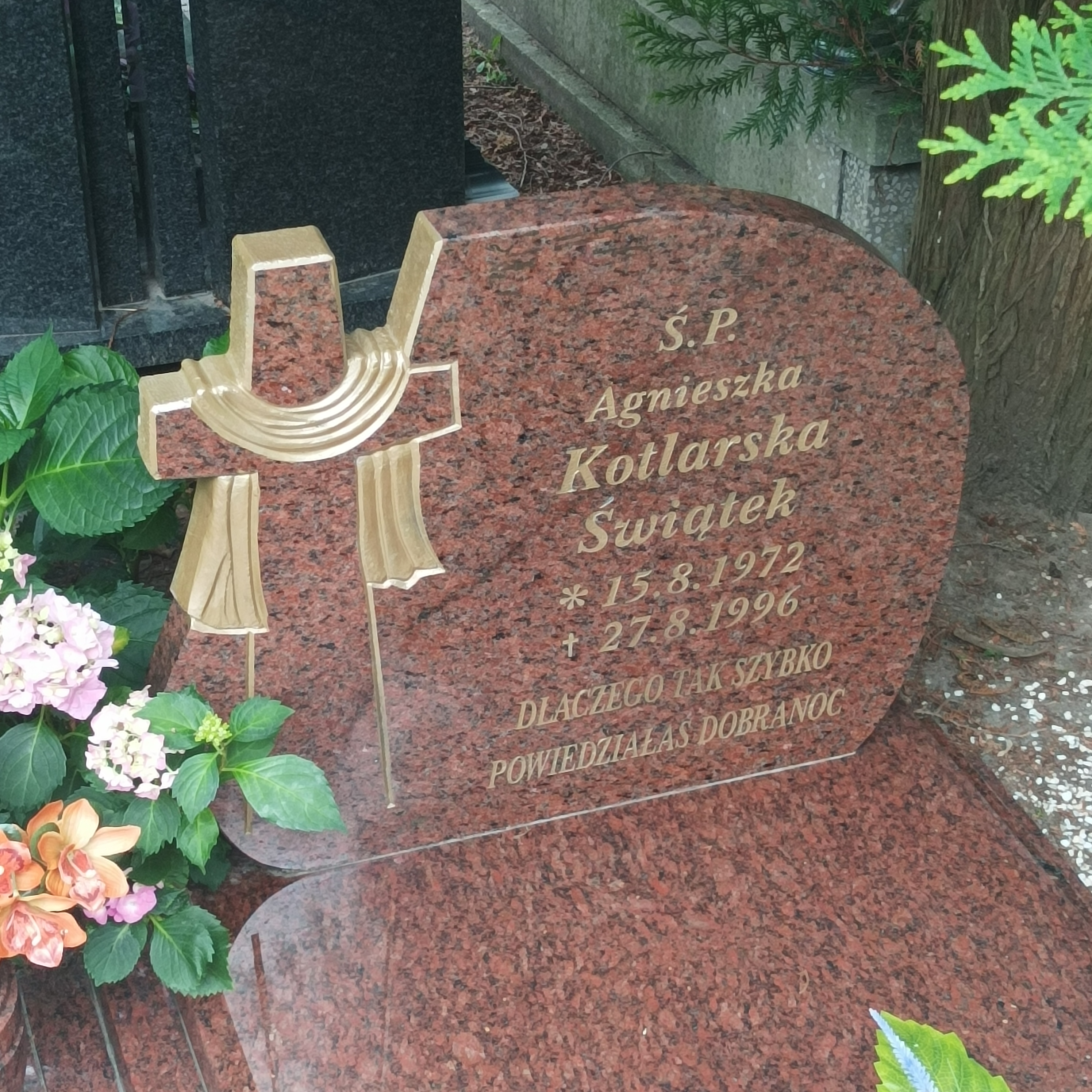
Grób Agnieszki Kotlarskiej na Cmentarzu Grabiszyńskim

## W kulturze
Była bohaterką filmu dokumentalnego Będę Cię kochał aż do śmierci z 2013.
W 2016 w brytyjskim serialu Coronation Street jedna z występujących postaci, Mary Taylor, wspomina o okolicznościach, w jakich zginęła Agnieszka.
W lutym 2021 ukazała się powieść kryminalna pt. Wenus umiera, w której autor – zdaniem czytelników – nawiązuje do niektórych faktów z życia i śmierci Kotlarskiej-Świątek.
Jest bohaterką jednego z rozdziałów książki Izy Michalewicz „Kryminalny Wrocław” oraz reportażu programu ALARM! TVP.

## Fundacja „AGA”
Fundacja „AGA” – fundacja pamięci Agnieszki Kotlarskiej. Organizacja pozarządowa, zajmująca się niesieniem pomocy osobom poszkodowanym w wyniku przemocy, oraz ofiarom zjawiska stalkingu i związanej z tym przestępstwem przemocy psychicznej oraz fizycznej. Fundacja została zarejestrowana we Wrocławiu, w miejscu gdzie żyła i tragicznie zginęła Agnieszka Kotlarska, której imienia jest Fundacja.